# Lernerindex
De lernerindex, genoemd naar de econoom Abba Lerner, beschrijft de marktmacht van een bedrijf oftewel de mate waarin een bedrijf een monopolie heeft.
Hoe groter het verschil tussen de prijs (p) en de marginale kosten (mk) (wordt ook wel de mark-up genoemd), des te groter de marktmacht van een bedrijf.
Wiskundig is de Lernerindex gelijk aan de negatieve inverse van de prijselasticiteit van de vraag {\displaystyle E_{v}} die geldt voor het bedrijf. Het gaat hierbij dus niet om de prijselasticiteit van de gehele markt, maar om die van het bedrijf.
{\displaystyle {\frac {(p-mk)}{p}}=-{\frac {1}{E_{v}}}}
De lerner index moet tussen 0 en 1 liggen voor winstmaximaliserende monopolies.